# تان يان شين
تان يان شين هي لاعبة الاسكواش ماليزية، ولدت في 13 يونيو 1993.

## وصلات خارجية
- تان يان شين على موقع SquashInfo.com (الإنجليزية)